# Somoni (pești)
Somonii sunt pești răpitori din familia Salmonidae. După locul unde trăiesc se poate aminti:
- Somonii din Atlantic (Salmo salar)
- Somonii din Pacific (Oncorhynchus)

În perioada depunerii icrelor migrează din mare spre izvoarele unor ape curgătoare, distanțe care pot însemna mii de kilometri. În timpul migrației, peștii urcă cascade mai mici sau străbat lacuri de acumulare. Explicația dată de oamenii de știință cu privire la migrarea somonilor ar fi că puietul n-ar supraviețui în apa sărată de mare, din cauza problemelor cauzată de reglarea osmozei intracelulare.
Somonul are o lungime cuprinsă între 1–1,5 metri și o greutate între 25–30 kg.

## Specii
- somonul  (Salmo salar)
- somonul alb (Stenodus leucichthys)
- gorbușa  (Oncorhynchus gorbuscha)
- nerka, somonul roșu  (Oncorhynchus nerka)
- somonul regal  (Oncorhynchus tschawytscha)
- lostrița (Hucho hucho)